# Sari Galuh
Sari Galuh is een bestuurslaag in het regentschap Kampar van de provincie Riau, Indonesië. Sari Galuh telt 3200 inwoners (volkstelling 2010).